# Звездана Ангеловска
Звездана Ангеловска (на македонска литературна норма: Звездана Ангеловска) е актриса и режисьорка от Северна Македония.

## Биография
Звездана Ангеловска е родена на 12 юни 1970 година в Скопие, тогава в Социалистическа федеративна република Югославия. През 1993 година завършва Факултета по драматични изкуства на Скопския университет „Св. Кирил и Методий“ в актьорския отдел в класа на Владимир Милчин. Продължава образованието си в Санкт Петербург, Русия, където учи театрална режисура в Държавната театрална академия, от която получава титлата магистър по театрално изкуство през 2007 година в класа на Юрий Красовски. От 1995 година работи в Драматичния театър – Скопие, а в 1999 година се мести в Македонския народен театър в Скопие.